# Artistique-Weltmeisterschaft 1995

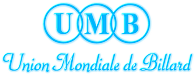
Logo UMB (ausrichtender Verband)

Die Billard-Artistique-Weltmeisterschaft 1995 war das 23. Turnier in dieser Disziplin des Karambolagebillards und fand vom 6. bis zum 9. April 1995 in Saragossa statt. Es war die vierte Artistique-WM in Spanien.

## Geschichte
Xavier Fonellosa verteidigte bei nur einer Niederlage gegen den Ingolstädter Bernd Singer in der Gruppenphase erfolgreich seinen Titel. Im Finale besiegte er den zweifachen Weltmeister Jean Reverchon mit 3:1 Sätzen. Im Spiel um Platz drei gewann der Rekordweltmeister Raymond Steylaerts gegen Thomas Ahrens mit 2:0 Sätzen. Ahrens verbesserte im Turnier aber seinen Weltrekord auf 76,52 %.

## Modus
Gespielt wurde eine Gruppenphase, bei der sich die beiden Gruppenbesten für die Endrunde qualifizierten. Das ganze Turnier (bis auf das Spiel um Platz 3) wurde auf drei Gewinnsätze gespielt.

Gewertet wurde wie folgt:
1. Matchpunkte (MP)
2. Satzverhältnis (SV)
3. % gelöste Figuren

## Turnierverlauf

### Gruppenphase
| Platz | Name             | MP  | SV  | Punkte | mögliche Pkte | %       |
| ----- | ---------------- | --- | --- | ------ | ------------- | ------- |
| 1     | Xavier Fonellosa | 4:2 | 7:4 | 520    | 724           | 71,82 % |
| 2     | Willy Daelman    | 4:2 | 7:7 | 650    | 956           | 67,99 % |
| 3     | Bernd Singer     | 2:4 | 7:7 | 578    | 917           | 63,03 % |
| 4     | Roberto Rojas    | 2:4 | 5:8 | 539    | 859           | 62,74 % |

| Platz | Name          | MP  | SV  | Punkte | mögliche Pkte | %       |
| ----- | ------------- | --- | --- | ------ | ------------- | ------- |
| 1     | Thomas Ahrens | 6:0 | 9:3 | 660    | 832           | 79,32 % |
| 2     | Madou Touré   | 4:2 | 8:5 | 605    | 857           | 70,59 % |
| 3     | Ruud de Vos   | 2:4 | 5:7 | 490    | 792           | 61,86 % |
| 4     | Miguel Torres | 0:6 | 2:9 | 311    | 667           | 46,62 % |

| Platz | Name               | MP  | SV  | Punkte | mögliche Pkte | %       |
| ----- | ------------------ | --- | --- | ------ | ------------- | ------- |
| 1     | Raymond Steylaerts | 6:0 | 9:2 | 515    | 733           | 70,25 % |
| 2     | Jean Reverchon     | 4:2 | 7:5 | 564    | 789           | 71,48 % |
| 3     | Tadashi Machida    | 2:4 | 5:7 | 515    | 826           | 62,34 % |
| 4     | Cayo Munoz         | 0:6 | 2:9 | 490    | 768           | 63,80 % |

## Finalrunde
Legende: MP/SV/Punkte/% gelöste Figuren

|  | Viertelfinale 3 Gewinnsätze | Viertelfinale 3 Gewinnsätze |                     |                     | Halbfinale 3 Gewinnsätze         | Halbfinale 3 Gewinnsätze |  |  | Finale 3 Gewinnsätze | Finale 3 Gewinnsätze |
|  |                             |                             |                     |                     |                                  |                          |  |  |                      |                      |
|  |                             |                             |                     |                     |                                  |                          |  |  |                      |                      |
|  | Xavier Fonellosa            | 2:0/3:0/161/77,40 %         |                     |                     |                                  |                          |  |  |                      |                      |
|  | Xavier Fonellosa            | 2:0/3:0/161/77,40 %         |                     |                     |                                  |                          |  |  |                      |                      |
|  | Willy Daelman               | 0:2/0:3//126/61,46 %        |                     |                     |                                  |                          |  |  |                      |                      |
|  | Willy Daelman               | 0:2/0:3//126/61,46 %        | Xavier Fonellosa    | 2:0/3:1/191/74,19 % |                                  |                          |  |  |                      |                      |
|  |                             |                             | Xavier Fonellosa    | 2:0/3:1/191/74,19 % |                                  |                          |  |  |                      |                      |
|  |                             | Thomas Ahrens               | 0:2/1:3/189/73,25 % |                     |                                  |                          |  |  |                      |                      |
|  | Thomas Ahrens               | Thomas Ahrens               | 0:2/1:3/189/73,25 % | 2:0/3:2/256/81,01 % |                                  |                          |  |  |                      |                      |
|  | Thomas Ahrens               |                             |                     | 2:0/3:2/256/81,01 % |                                  |                          |  |  |                      |                      |
|  | Bernd Singer                | 0:2/2:3/191/61,41 %         |                     |                     |                                  |                          |  |  |                      |                      |
|  |                             |                             | Xavier Fonellosa    | 2:0/3:1/203/77,13 % |                                  |                          |  |  |                      |                      |
|  |                             |                             |                     | Jean Reverchon      | 0:2/1:3/203/76,31 %              |                          |  |  |                      |                      |
|  | Jean Reverchon              | 2:0/3:1/195/79,26 %         |                     |                     |                                  |                          |  |  |                      |                      |
|  | Madou Touré                 | 0:2/1:3/153/62,19 %         |                     |                     |                                  |                          |  |  |                      |                      |
|  | Madou Touré                 | 0:2/1:3/153/62,19 %         | Jean Reverchon      | 2:0/3:2/302/80,53 % |                                  |                          |  |  |                      |                      |
|  |                             |                             | Jean Reverchon      | 2:0/3:2/302/80,53 % | Spiel um Platz 3 / 2 Gewinnsätze |                          |  |  |                      |                      |
|  |                             | Raymond Steylaerts          | 0:2/2:3/278/76,16 % |                     |                                  |                          |  |  |                      |                      |
|  | Raymond Steylaerts          | Raymond Steylaerts          | 0:2/2:3/278/76,16 % | 2:0/3:1/189/66,31 % | Thomas Ahrens                    | 0:2/0:2/59/51,30 %       |  |  |                      |                      |
|  | Raymond Steylaerts          |                             |                     | 2:0/3:1/189/66,31 % | Thomas Ahrens                    | 0:2/0:2/59/51,30 %       |  |  |                      |                      |
|  | Tadashi Machida             | 0:2/1:3/157/54,51 %         |                     | Raymond Steylaerts  | 2:0/2:0/94/70,67 %               |                          |  |  |                      |                      |
|  | Tadashi Machida             | 0:2/1:3/157/54,51 %         |                     |                     | 2:0/2:0/94/70,67 %               |                          |  |  |                      |                      |
|  |                             |                             |                     |                     |                                  |                          |  |  |                      |                      |

## Abschlusstabelle
| Platz                        | Name               | MP   | SV    | Punkte | mögliche Pkte | %       |
| ---------------------------- | ------------------ | ---- | ----- | ------ | ------------- | ------- |
| 1                            | Xavier Fonellosa   | 10:2 | 16:6  | 1075   | 1450          | 74,13 % |
| 2                            | Jean Reverchon     | 8:4  | 14:11 | 1264   | 1676          | 75,41 % |
| 3                            | Raymond Steylaerts | 10:2 | 16:6  | 1076   | 1516          | 70,97 % |
| 4                            | Thomas Ahrens      | 8:4  | 13:10 | 1164   | 1521          | 76,52 % |
| 5                            | Madou Touré        | 6:2  | 9:8   | 758    | 1103          | 68,72 % |
| 6                            | Willy Daelman      | 4:4  | 7:10  | 776    | 1161          | 66,83 % |
| 7                            | Bernd Singer       | 2:6  | 9:10  | 769    | 1228          | 62,62 % |
| 8                            | Tadashi Machida    | 2:6  | 6:10  | 672    | 1114          | 60,32 % |
| 9                            | Ruud de Vos        | 2:4  | 5:7   | 490    | 792           | 61,86 % |
| 10                           | Roberto Rojas      | 2:4  | 5:8   | 539    | 859           | 62,74 % |
| 11                           | Cayo Munoz         | 0:6  | 2:9   | 490    | 768           | 63,80 % |
| 12                           | Miguel Torres      | 0:6  | 2:9   | 311    | 667           | 46,62 % |
| Turnierdurchschnitt: 67,73 % |                    |      |       |        |               |         |